# Bezirksgericht (Litauen)
Das Bezirksgericht (litauisch Apygardos teismas) ist in Litauen in fünf Bezirken die Bezeichnung für das Gericht erster/zweiter Instanz in Verwaltungs-, Zivil- und Strafprozessen.

## Ordentliche Gerichtsbarkeit
- Bezirksgericht Kaunas
- Bezirksgericht Klaipėda
- Bezirksgericht Panevėžys
- Bezirksgericht Šiauliai
- Bezirksgericht Vilnius

## Verwaltungsgerichtsbarkeit

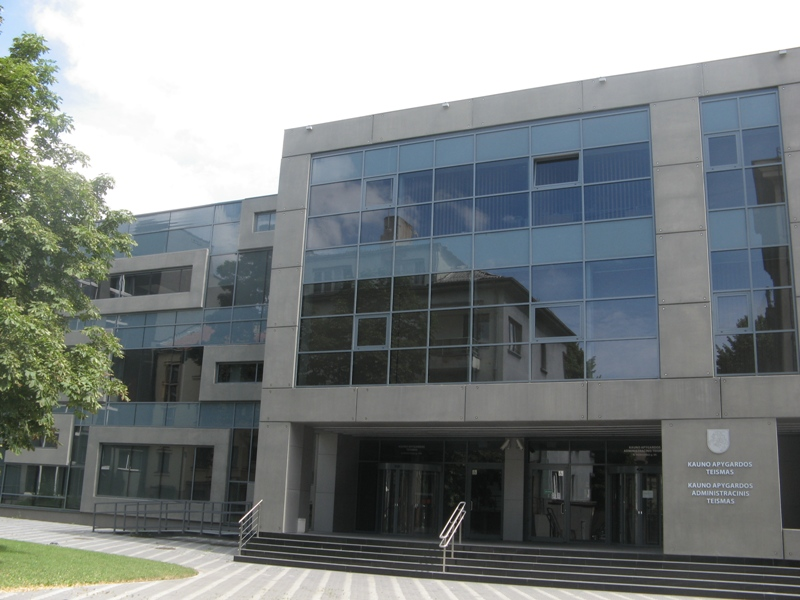
Bezirksverwaltungsgericht Kaunas

- Bezirksverwaltungsgericht Kaunas
- Bezirksverwaltungsgericht Klaipėda
- Bezirksverwaltungsgericht Panevėžys
- Bezirksverwaltungsgericht Šiauliai
- Bezirksverwaltungsgericht Vilnius